# Кампо Императоре (отель)
Кампо Императоре (итал. Hotel Campo Imperatore) — высокогорная гостиница, находящаяся на высоте 2000 метров, в горнолыжном курорте горного массива Гран-Сассо-д’Италия. Получил мировую известность благодаря лидеру итальянских фашистов Бенито Муссолини, который находился здесь под арестом, после смещения его правительства и отстранения его самого от должности Премьер-Министра и был освобождён десантным спецназом СС во главе с Отто Скорцени 12 сентября 1943 года по личному приказу Адольфа Гитлера. В гостинице располагается музей посвященный этой теме.

## История
Строительство отеля началось в начале 30-х годов по программе развития горнолыжного туризма в Королевстве Италия и в частности в регионе Л’Акуила. Открытие состоялось в 1934 году, отель был назван в честь плато, на котором он располагается. После Второй Мировой войны отель был реконструирован и до сих пор продолжает работать являясь так же яркой исторической достопримечательностью.

## Заключение в отель Муссолини
25 июля 1943 года в результате заговора высшего военного и политического руководства и при личном одобрении Короля Виктора Эммануила III Премьер-министр и Дуче Бенито Муссолини был снят с должности и арестован новым правительством маршала Бадольо. Некоторое время Муссолини находился под стражей на островах Понца и Маддалена, однако, новое итальянское правительство серьезно опасалось, что Гитлер или местные итальянские фашисты попытаются его освободить. Поэтому 28 августа он был доставлен в труднодоступное место в отель Кампо Императоре в высокогорной местности. Тем не менее, главный союзник Муссолини, Гитлер сразу после известия об аресте Дуче поручил ОКВ разработку и осуществление спецоперации по поиску и освобождению Дуче. Возглавил операцию Отто Скорцени, хорошо ранее знакомый с местностью Италии. Поиск места заключения у Скорцени занял более месяца. Наконец 12 сентября 1943 года с помощью самолётов и планеров десант Скорцени высадился рядом с отелем. Муссолини был освобожден и доставлен в Германию.